# Lijst van gemeenten van Tamaulipas
De Mexicaanse deelstaat Tamaulipas bestaat uit 43 gemeenten.
| INEGI | Gemeente           | Inwoners | Oppervlakte  | Hoofdplaats               | Inwoners |
| ----- | ------------------ | -------- | ------------ | ------------------------- | -------- |
| 001   | Abasolo            | 9.822    | 1.858,83 km² | Abasolo                   | -        |
| 002   | Aldama             | 28.725   | 3.819,16 km² | Aldama                    | -        |
| 003   | Altamira           | 269.790  | 1.662,36 km² | Altamira                  | 79.824   |
| 004   | Antiguo Morelos    | 8.850    | 579,03 km²   | Antiguo Morelos           | 3.488    |
| 005   | Burgos             | 4.256    | 1.866,38 km² | Burgos                    | 1.726    |
| 006   | Bustamante         | 7.542    | 1.426,77 km² | Bustamante                | 1.441    |
| 007   | Camargo            | 16.546   | 930,66 km²   | Ciudad Camargo            | 9.373    |
| 008   | Casas              | 4.143    | 3.012,79 km² | Casas                     | -        |
| 009   | Ciudad Madero      | 205.933  | 48,46 km²    | Ciudad Madero             | 205.933  |
| 010   | Cruillas           | 1.671    | 1.888,48 km² | Cruillas                  | 802      |
| 011   | Gomez Farías       | 8.288    | 727,94 km²   | Gomez Farías              | 854      |
| 012   | González           | 41.470   | 3.236,46 km² | González                  | 10.993   |
| 013   | Güémez             | 15.032   | 1.193,79 km² | Güémez                    | 1.731    |
| 014   | Guerrero           | 3.803    | 2.427,19 km² | Nueva Ciudad Guerrero     | 3.451    |
| 015   | Gustavo Díaz Ordaz | 15.677   | 431,12 km²   | Ciudad Gustavo Díaz Ordaz | 12.067   |
| 016   | Hidalgo            | 17.012   | 2.146,92 km² | Hidalgo                   | -        |
| 017   | Jaumave            | 15.994   | 2.642,29 km² | Jaumave                   | 6.286    |
| 018   | Jiménez            | 6.375    | 1.670,14 km² | Santander Jiménez         | 4.368    |
| 019   | Llera              | 14.645   | 2.577,40 km² | Llera de Canales          | 3.679    |
| 020   | Mainero            | 2.048    | 386,76 km²   | Villa Mainero             | 386      |
| 021   | El Mante           | 106.144  | 1.641,66 km² | Ciudad Mante              | 79.515   |
| 022   | Matamoros          | 541.979  | 4.634,00 km² | Heroica Matamoros         | 510.739  |
| 023   | Méndez             | 4.280    | 2.518,68 km² | Méndez                    | -        |
| 024   | Mier               | 6.385    | 928,60 km²   | Ciudad Mier               | 6.061    |
| 025   | Miguel Alemán      | 26.237   | 636,47 km²   | Ciudad Miguel Alemán      | 18.592   |
| 026   | Miquihuana         | 3.704    | 887,80 km²   | Miquihuana                | 1.775    |
| 027   | Nuevo Laredo       | 425.058  | 1.201,90 km² | Nuevo Laredo              | 416.055  |
| 028   | Nuevo Morelos      | 3.810    | 303,12 km²   | Nuevo Morelos             | 2.234    |
| 029   | Ocampo             | 13.190   | 1.494,52 km² | Ocampo                    | -        |
| 030   | Padilla            | 13.618   | 1.360,89 km² | Nueva Villa de Padilla    | 5.531    |
| 031   | Palmillas          | 1.917    | 478,05 km²   | Palmillas                 | -        |
| 032   | Reynosa            | 704.767  | 3.138,97 km² | Reynosa                   | 691.557  |
| 033   | Río Bravo          | 132.484  | 1.583,54 km² | Ciudad Río Bravo          | 111.314  |
| 034   | San Carlos         | 7.411    | 2.920,98 km² | San Carlos                | -        |
| 035   | San Fernando       | 51.405   | 6.922,78 km² | San Fernando              | 28.215   |
| 036   | San Nicolás        | 926      | 544,72 km²   | San Nicolás               | -        |
| 037   | Soto la Marina     | 23.673   | 6.715,79 km² | Soto la Marina            | 11.311   |
| 038   | Tampico            | 297.562  | 114,52 km²   | Tampico                   | 297.373  |
| 039   | Tula               | 28.230   | 3.082,69 km² | Ciudad Tula               | 10.977   |
| 040   | Valle Hermoso      | 60.055   | 899,98 km²   | Valle Hermoso             | 48.172   |
| 041   | Victoria           | 349.688  | 1.469,97 km² | Ciudad Victoria           | 332.100  |
| 042   | Villagrán          | 5.361    | 1.284,52 km² | Villagrán                 | -        |
| 043   | Xicoténcatl        | 22.229   | 877,61 km²   | Xicoténcatl               | 10.327   |

| Detailkaart                         |
| ----------------------------------- |
|                                     |
| Ligging Tamaulipas binnen Mexico    |
|                                     |
| Gemeenten ingedeeld naar INEGI code |